# غونزالو تشوي غونزاليس
غونزالو تشوي غونزاليس (بالإسبانية: Gonzalo Choy González) هو لاعب كرة قدم أرجنتيني، ولد في 11 نوفمبر 1981 في مونتفيدو في الأوروغواي. لعب مع أرجنتينوس جونيورز وأرسنال ساراندي وألماجرو وأوليمبو وتيغري وجيمناسيا لابلاتا وروزاريو سنترال وكيلمس ونادي مونتيري.

## وصلات خارجية
- غونزالو تشوي غونزاليس على موقع قاعدة بيانات كرة القدم.إي يو (الإنجليزية)
- غونزالو تشوي غونزاليس على موقع Soccerway.com (الإنجليزية)